# بخش آتامیسکی
بخش آتامیسکی (به اسپانیایی: Departamento Atamisqui) یک منطقهٔ مسکونی در آرژانتین است که در استان سانتیاگو دل استرو واقع شده‌است. بخش آتامیسکی ۲٬۶۸۳ نفر جمعیت دارد.